# Masator
Masator je mehanski medicinski pripomoček, ki pomaga pri izkašljevanu sekreta s pomočjo masaže. 

## Namen
Namen je mobilizacija sluzi proti centralnim (velikim) dihalnim potem. Izvaja se z mehanskimi napravami (masatorji).

## Indikacije in kontraindikacije
Indikacije te respiratorne fizioterapije so masovna produkcija sekreta (vec kot 25 ml/dan), bronhiektazije, prisotnost atelektaz (posledica mukoznih cepov). Kontraindikacije te respiratorne fizioterapije so zlomi reber, infekcije/poškodbe kože, bronhospazem, empiem, huda osteoporoza, pljučnica, hemoptize, bolezni prsnega koša.